# Kristoffer Olsen
Kristoffer Olsen (ur. 8 sierpnia 1883 w Stokke, zm. 4 sierpnia 1948 w Oslo) – norweski żeglarz, olimpijczyk, zdobywca złotego medalu w regatach na Letnich Igrzyskach Olimpijskich w 1920 roku w Antwerpii.
Na Letnich Igrzyskach Olimpijskich 1920 zdobył złoto w żeglarskiej klasie 8 metrów (formuła 1907). Załogę jachtu Irene tworzyli również Thorleif Holbye, Alf Jacobsen, Tellef Wagle i Carl Ringvold.